# Abdel Raouf
Abdel Razeg Yagoub Omer Taha, noto semplicemente come Abdel Raouf (18 luglio 1993), è un calciatore sudanese, centrocampista dell'Al-Hilal Omdurman e della nazionale sudanese.

## Carriera

### Club
Ha giocato nella prima divisione sudanese.

### Nazionale
Debutta con la nazionale sudanese il 30 dicembre 2021 in occasione dell'amichevole persa 3-2 contro l'Etiopia.
Nel gennaio del 2022 viene incluso nella lista finale dei convocati della Coppa delle nazioni africane 2021.

## Statistiche
Statistiche aggiornate all'11 gennaio 2022.

### Cronologia presenze e reti in nazionale
| Cronologia completa delle presenze e delle reti in nazionale ― Sudan | Cronologia completa delle presenze e delle reti in nazionale ― Sudan | Cronologia completa delle presenze e delle reti in nazionale ― Sudan | Cronologia completa delle presenze e delle reti in nazionale ― Sudan | Cronologia completa delle presenze e delle reti in nazionale ― Sudan | Cronologia completa delle presenze e delle reti in nazionale ― Sudan | Cronologia completa delle presenze e delle reti in nazionale ― Sudan | Cronologia completa delle presenze e delle reti in nazionale ― Sudan |
| Data                                                                 | Città                                                                | In casa                                                              | Risultato                                                            | Ospiti                                                               | Competizione                                                         | Reti                                                                 | Note                                                                 |
| -------------------------------------------------------------------- | -------------------------------------------------------------------- | -------------------------------------------------------------------- | -------------------------------------------------------------------- | -------------------------------------------------------------------- | -------------------------------------------------------------------- | -------------------------------------------------------------------- | -------------------------------------------------------------------- |
| 30-12-2021                                                           | Limbé                                                                | Etiopia                                                              | 3 – 2                                                                | Sudan                                                                | Amichevole                                                           | -                                                                    | 65’                                                                  |
| 2-1-2022                                                             | Yaoundé                                                              | Zimbabwe                                                             | 0 – 0                                                                | Sudan                                                                | Amichevole                                                           | -                                                                    |                                                                      |
| 11-1-2022                                                            | Garoua                                                               | Sudan                                                                | 0 – 0                                                                | Guinea-Bissau                                                        | Coppa d'Africa 2021                                                  | -                                                                    |                                                                      |
| Totale                                                               |                                                                      | Presenze                                                             | 3                                                                    |                                                                      | Reti                                                                 | 0                                                                    |                                                                      |